# Genesis Revisited: live at Hammersmith
Genesis Revisited: live at Hammersmith è un album live dell'ex chitarrista dei Genesis Steve Hackett.

## Il disco
L'album è la testimonianza del concerto tenuto dal chitarrista inglese e la sua band presso il teatro Hammersmith Apollo di Londra il 10 maggio 2013, nel quale viene reinterpretato il meglio della produzione dei Genesis degli anni settanta, il periodo più Progressive della band inglese che coincide con gli anni di militanza di Hackett nel gruppo.
Per l'occasione, oltre ai musicisti che abitualmente costituiscono il suo gruppo di supporto, Hackett è stato accompagnato dall'esibizione di alcuni ospiti che si sono alternati sul palco: il cantante Nik Kershaw, il bassista e cantante degli Asia John Wetton, Jakko Jakszyk cantante e chitarrista nei King Crimson, il chitarrista dei Marillion Steve Rothery e la chitarrista Amanda Lehmann.
I brani dei Genesis reinterpretati sono tratti dagli album Nursery Cryme, Foxtrot, Selling England by the Pound, The Lamb Lies Down on Broadway, A Trick of the Tail e Wind & Wuthering pubblicati nel periodo che va dal 1971 al 1976, più il brano Shadow of the Hierophant scritto da Steve Hackett e Mike Rutherford per il primo album solista del chitarrista Voyage of the Acolyte.

## Tracce[2]
Disco 1
1. Watcher of the Skies – 9:11
2. The Chamber of 32 Doors – 5:39
3. Dancing with the Moonlit Knight – 7:37
4. Fly on a Windshield – 3:34
5. Broadway Melody of 1974 – 3:19
6. The Lamia – 9:04
7. The Musical Box – 11:30
8. Shadow of the Hierophant – 10:14
9. Blood on the Rooftops – 5:45

Disco 2
1. Unquiet Slumbers for the Sleepers – 2:10
2. In That Quiet Earth – 5:03
3. Afterglow – 4:28
4. I Know What I Like – 6:15
5. Dance on a Volcano – 6:14
6. Entangled – 6:44
7. Eleventh Earl of Mar – 7:49
8. Supper's Ready – 17:34

Disco 3
1. Firth of Fifth – 10:33
2. Los Endos – 6:22

DVD 1
- Concerto integrale con la stessa sequenza dei brani contenuta nei CD

DVD 2
- Dietro le quinte

## Formazione
- Steve Hackett - chitarre
- Roger King - tastiere, sintetizzatori
- Gary O'Toole - batteria, voce
- Rob Townsend - sax, flauto, tastiere, percussioni
- Lee Pomeroy - basso, chitarre
- Nad Sylvan - voce